# Срещи на края на света
„Срещи на края на света“ (на английски: Encounters at the End of the World) е американски документален филм на режисьора Вернер Херцог по негов собствен сценарий. Филмът представя различни хора, живеещи в няколко бази в Антарктика, и дейностите, които извършват там.
„Срещи на края на света“ е номиниран за награда „Оскар“ за документален филм.